# Années 2040
Les années 2040 commenceront le 1er janvier 2040 et se termineront le 31 décembre 2049.

## Climat, Environnement
L'Union européenne prévoit de réduire ses émissions de gaz à effet de serre de 90% d'ici 2040.

## Événements prévus ou attendus

### Dans l'espace
Le 23 août 2044, une éclipse solaire totale va traverser les États-Unis.